# Lac Nares
Le lac Nares est un lac situé au sud du Yukon, Canada, entre le lac Bennett et le lac Tagish. Il s'étend aux pieds de la montagne Nares. C'est un bras du lac Tagish. La communauté de Carcross est située sur ses rives, le long de la Klondike Highway.
Son nom lui a été donné en souvenir de George Nares, amiral et explorateur de l'Arctique. 